# Marie Lecocq
Ne doit pas être confondu avec Marie Lecoq.
Marie Lecocq, née le 20 octobre 1991 à Marche-en-Famenne, est une femme politique belge, coprésidente d'Ecolo.

## Biographie

### Parcours scolaire et professionnel
Titulaire d'un bachelier en sciences politiques obtenu à l'université de Namur et d'un master en population et développement à l'UCLouvain, elle a été employée en tant que responsable de campagne par le Centre national de coopération au développement. Elle a également officié en tant qu'enseignante dans le secondaire.

### Parcours politique
De 2012 à 2016, elle a siégé comme conseillère communale Ecolo à Rochefort.
Après s'être établie à Etterbeek, elle est élue avec 3 841 voix de préférence et siège au Parlement bruxellois depuis le 11 juin 2019.
Le 25 septembre 2019, elle est désignée avec Emre Şumlu et Vincent Vanhalewyn par la section régionale bruxelloise d’Ecolo comme nouveaux coprésidents.
Le 13 juillet 2024, Marie Lecocq et Samuel Cogolati sont élus à la coprésidence d’Ecolo. Ils succèdent à Rajae Maouane et Jean-Marc Nollet, qui avaient démissionné dans la foulée des élections du 9 juin.
Le 16 septembre 2024, elle annonce démissionner de son mandat de députée au Parlement bruxellois pour exercer à temps plein son nouveau mandat de coprésidente d’Ecolo.

## Mandats politiques
- 3 décembre 2012 — 2016 : Conseillère communale à Rochefort.

- Du 11 juin 2019 au 16 septembre 2024 : Députée au Parlement bruxellois.